# Armando Preti
Armando Preti (Roma, 19 febbraio 1911 – Roma, 11 febbraio 1971) è stato un calciatore italiano, di ruolo attaccante.

## Carriera
Ha giocato per alcuni anni con la Roma in Serie A, dove ha esordito il 2 febbraio 1930 in Roma-Bologna 2-2. Ha vestito anche le maglie di Lecce, Foligno, Perugia, Pisa, Lazio e MATER.

## Palmarès

### Club

#### Competizioni nazionali
- Serie B: 1

Perugia: 1933-1934 (girone B)
- Serie C: 3

M.A.T.E.R.: 1938-1939, 1939-1940, 1941-1942